# Egon von Schlieben
Friedrich Wilhelm Gotthold Egon von Schlieben (* 13. Oktober 1852 in Nieder-Friedersdorf; † 27. Dezember 1933) war ein sächsischer Generalleutnant.

## Leben

### Herkunft
Egon war ein Sohn des Herrn auf Nieder-Friedersdorf Anton von Schlieben (1814–1873) und dessen Ehefrau Auguste, geborene von Beust (1815–1900). Sein älterer Bruder Richard (1848–1908) wurde sächsischer Staats- und Kultusminister.

### Militärkarriere
Schlieben trat am 1. April 1873 als Fähnrich in das Schützen-(Füsilier-)Regiment „Prinz Georg“ Nr. 108 der Sächsischen Armee ein, avancierte Anfang November 1874 zum Sekondeleutnant und war 1879/82 als Disziplinaroffizier zum Dresdner Kadettenhaus kommandiert. Zwischenzeitlich stieg er zum Premierleutnant auf und wurde Mitte Januar 1886 in das 2. Grenadier-Regiment Nr. 101 „Kaiser Wilhelm, König von Preußen“ versetzt. Dort avancierte Schlieben Anfang April 1887 zum Hauptmann und Kompaniechef, wurde zehn Jahre später Major und Mitte Dezember 1897 als Bataillonskommandeur in das 10. Infanterie-Regiment Nr. 134 nach Leipzig versetzt. Mit der Beförderung zum Oberstleutnant kam er Ende März 1901 in den Stab des Schützen-(Füsilier-)Regiments „Prinz Georg“ Nr. 108 und wurde am 11. September 1903 als Oberst Kommandeur des 2. Grenadier-Regiments Nr. 101 „Kaiser Wilhelm, König von Preußen“. Daran schloss sich am 21. Mai 1907 unter Beförderung zum Generalmajor mit Patent vom 18. Februar 1908 eine Verwendung als Kommandeur der ebenfalls in Dresden stationierten 6. Infanterie-Brigade Nr. 64 an. Anschließend war er ab dem 24. September 1910 Kommandant von Dresden und zugleich mit der Wahrnehmung der Geschäfte der Inspektion der militärischen Strafanstalten beauftragt. Schlieben erhielt am 23. Mai 1911 den Charakter als Generalleutnant und wurde mit dem Komturkreuz I. Klasse des Verdienstordens und des Albrechts-Ordens, dem Bayerischen Militärverdienstorden II. Klasse mit Stern, dem Großkomtur des Greifenorden, sowie dem Großkreuz des Herzoglich Sachsen-Ernestinischen Hausordens ausgezeichnet. In Genehmigung seines Abschiedsgesuches wurde er am 23. September 1913 mit Pension zur Disposition gestellt.
Während des Ersten Weltkriegs war Schlieben als z.D.-Offizier Kommandant von Dresden.
Er war Rechtsritter des Johanniterordens.

### Familie
Schlieben hatte sich am 29. Januar 1883 in Dresden mit Margarete Bach (1863–1899) verheiratet. Die Tochter Christa (1885–1959) heiratete am 9. September 1919 in zweiter Ehe den späteren Generalmajor Wolfgang von Schweinitz (1876–1945) und der Sohn Dietrich (1893–1984) avancierte ebenfalls zum Generalmajor.